# Алгемеси
Алгемеси (шп. Algemesí) град је у Шпанији у аутономној заједници Валенсијанска Заједница у покрајини Валенсија. Према процени из 2017. у граду је живело 27 607 становника.

## Становништво
Према процени, у граду је 2017. живело 27 607 становника.
| 1970.  | 1981.  | 1991.  | 2000.  | 2010.  | 2017.  |
| ------ | ------ | ------ | ------ | ------ | ------ |
| 22.377 | 25.514 | 25.375 | 25.028 | 28.329 | 27.607 |

## Партнерски градови
- Кјари
- Gangneung
- Riom